# Roger Puigbò i Verdaguer
Roger Puigbò i Verdaguer (nascido em 20 de março de 1978) é um atleta paralímpico espanhol. Já participou de três edições dos Jogos Paralímpicos — Atenas 2004, Pequim 2008 e Londres 2012. Ganhou duas medalhas de ouro no Campeonato Europeu de 2012, nos 400 e 800 metros, além de prata em 2012 nos 5000 metros e em 2014 nos 800 metros.